# Darlingtonia californica
Darlingtonia californica (Torr., 1853), unica specie del genere Darlingtonia, è una pianta carnivora della famiglia Sarraceniaceae, endemica degli Stati Uniti d'America, in particolar modo delle zone montane della California e dell'Oregon.
La pianta fu scoperta nel 1841 dal botanico William D. Brackenridge sul monte Shasta. Nel 1853 fu descritta da John Torrey, che chiamò il genere Darlingtonia in onore del botanico americano William Darlington (1782-1863).
È chiamata anche pianta cobra per la tipica "lingua nettarifera" simile a quella di un cobra.

## Descrizione
È una pianta insettivora, il rizoma è breve e strisciante; gli ascidi (cioè foglie modificate) possono essere alti da pochi cm fino a oltre 1 m, sono a forma di tubo espanso, verde smeraldo, avvolti su sé stesse con un caratteristico coperchietto all'apice che ricopre una piccola apertura. In tal modo l'acqua piovana non può entrare a diluire il liquido viscido, una sorta di "succo gastrico" prodotto dall'ascidio.
L'opercolo è fittamente ricoperto di macchie bianche e trasparenti. I fiori sono isolati, da giallo verdastro a bruno rossastro, posti su dei gambi lunghi svariate decine di cm. All'interno dell'opercolo sono localizzate delle ghiandole nettarifere che attirano gli insetti. Questi, quando stanno per riprendere il volo, si dirigono verso la luce e cozzano contro la cupola, fino a cadere in fondo all'ascidio dove verranno digeriti dalla pianta grazie agli enzimi secreti da cellule costituenti le pareti interne.

## Coltivazione
La Darlingtonia va sistemata in serra fredda in ambiente umido e ombreggiato a temperatura possibilmente costante. In estate può essere collocata in posizione soleggiata e interrata in sfagno umido, provvedendo a mantenere il substrato ad una temperatura non elevata.
Procedere al rinvaso a fine inverno/inizi primavera,con un vaso più alto di 10 cm. Utilizzando un substrato costituito da torba acida di sfagno e perlite sul fondo e da sfagno vegetante in superficie.Annaffiare solo con acqua piovana o distillata,mantenere il sottovaso sempre pieno.